# Batman: The Brave and the Bold
Batman: The Brave and the Bold è una serie animata statunitense creata da James Tucker e Michael Jelenic. Parzialmente basata sulla serie a fumetti della DC Comics The Brave and the Bold, la serie raffigura due o più supereroi che si uniscono per risolvere un crimine o sconfiggere un supercattivo. Come suggerisce il titolo, il cartone si concentra sui regolari "team-up" di Batman con altri supereroi simili alle loro più conosciute versioni fumettistiche. Negli Stati Uniti la serie è stata trasmessa su Cartoon Network dal 14 novembre 2008 all'11 novembre 2011.
L'edizione italiana venne trasmessa su Italia 1 a partire dall'8 novembre 2009. Gli ultimi cinque episodi della prima stagione, non trasmessi durante la prima messa in onda, vennero poi pubblicati su Cartoon Network dal 3 maggio 2010, dove la serie venne trasmessa fino alla sua conclusione.

## Trama
Ogni episodio si può definire divisa in due parti: una definibile "teaser" dove Batman combatte contro criminali e minacce varie prima della presentazione del titolo dell'episodio, e la seconda che ovviamente è la trama principale.

## Episodi
| Stagione         | Episodi | Prima TV USA | Prima TV Italia |
| ---------------- | ------- | ------------ | --------------- |
| Prima stagione   | 26      | 2008-2009    | 2009-2010       |
| Seconda stagione | 26      | 2009-2011    | 2011-2013       |
| Terza stagione   | 13      | 2011         | 2014            |

## Personaggi

### Personaggi principali
- Diedrich Bader – Batman (Bruce Wayne/Matches Malone),[2] Green Lantern (Kilowog), Ace, Owlman, Solomon Grundy, Punch, Gorilla Boss, Batman (Damian Wayne), Lord Death Man, Creepy Usher, Caveman Batman, Pirate Batman, Batmanicus, Robot Batman, Musketeer, Teen Batman
- Jeff Bennett – Joker/Red Hood,[3] O.M.A.C., Capitan Marvel, Rubberneck, Abra Kadabra, Joker-Mite, Joker Jr., Rubin, Pinguino (versione Scooby-Doo), Prez Richards, El Gaucho, Ultra-Humanite, Starman
- Corey Burton – Red Tornado, Silver Cyclone, Thomas Wayne (in "Invasion of the Secret Santas!"), Faccia Falsa, Dottor Mid-Nite, Dr. William Milton Magnus, Mercury, Chancellor Gor-Zonn, Generale Zahl, Killer Moth, Batman (versione Bat-Manga), Joker (versione Scooby-Doo), Green Lantern (Alan Scott)
- John DiMaggio – Aquaman, Gorilla Grodd, Tiger Soldier, Typhon, Enemy Ace, Ubu, Faceless Hunter, Black Adam, Black Mask, Tattoo, Pharaoh, Giocattolaio, Vigilante, Hellgrammite, Mister Freeze, Legionnaire, Captain Boomerang, Owen
- Will Friedle – Blue Beetle (Jaime Reyes), Scarlet Scarab, Lazy Eye
- Tom Kenny – Plastic Man, Baby Face, Raggio, Deadshot, Mirror Master, 'Mazing Man
- James Arnold Taylor – Green Arrow, Blue Bowman, Green Lantern (Guy Gardner),[4] Major Disaster, Wotan, Nabu, Mark Desmond, Arges, Leslie "Rocky" Davis, Alpha-Red, G.I. Robot, Jace

### Guest star
- Morena Baccarin – Cheetah
- Edoardo Ballerini – Vulture, Jack
- Xander Berkeley – Sinestro[5]
- Clancy Brown – Per Degaton, Rohtul[6]
- Gabrielle Carteris – Vicki Vale, Princess Laethwen
- Patrick Cavanaugh – Robin (Damian Wayne)
- Mindy Cohn – Velma Dinkley
- Jeffrey Combs – Kite Man
- Kevin Conroy – Batman di Zur-En-Arrh,[6] Phantom Stranger
- Tim Conway – Weeper[7]
- Olivia d'Abo – Elasti-Girl
- Diane Delano – Big Barda
- Dana Delany – Vilsi Vaylar
- Michael Dorn – Bane,[8] Kru'll the Eternal
- Greg Ellis[9] – Gentleman Ghost, Dottor Fate, Cavalier, Dr. Canus, Hawk, Thomas Wayne (in "Dawn of the Deadman!"), Shrapnel, Mr. Mind, Big Headed Batman
- R. Lee Ermey – Wildcat
- Oded Fehr – Equinox
- Ellen Greene – Mrs. Manface[10]
- Ioan Gruffudd – Blue Beetle Scarab, Matthew "Red" Ryan
- Mark Hamill – Spettro
- Neil Patrick Harris – Music Meister
- Tippi Hedren – Ippolita
- John Michael Higgins – Enigmista
- William Katt – Hawkman
- Wallace Langham – Ocean Master
- Loren Lester – Green Lantern (Hal Jordan)
- Vicki Lewis – Wonder Woman
- Matthew Lillard – Shaggy Rogers
- Carl Lumbly – Tornado Champion/Tornado Tyrant
- Tim Matheson – Jarvis Kord
- David McCallum – Merlin
- Ted McGinley – "Aquaman 2"
- Andy Milder – Jay Garrick
- Richard Moll – Lew Moxon, Due Facce (in "Chill of the Night!")
- Phil Morris – Fox,[5] Jonah Hex
- Laraine Newman – Ms. Minerva
- Julie Newmar – Martha Wayne (in "Chill of the Night!")
- Gary Owens – Space Ghost
- Hunter Parrish – Kid Flash, Geo-Force
- Ron Perlman – Doctor Double X
- Jim Piddock – Calendar Man/Calendar King, Dottor Watson, Dottor Sivana, Mago Shazam, Thaddeus Jr.
- James Remar – Due Facce
- Roger Rose - Superman
- Paul Reubens – Bat-Mite[11]
- Henry Rollins – Robotman[12]
- Michael Rosenbaum – Deadman[4]
- Jeffrey Ross – Se stesso
- Stephen Root – Pinguino, Woozy Winks, Planet Master, Killer Croc
- Peter Scolari – Atom (Ray Palmer)
- Tom Everett Scott – Booster Gold
- Jennifer Seman - Star Sapphire
- Armin Shimerman – Calcolatore,[10] Psico-Pirata, Walter Mark "Prof" Haley, Guardiani dell'Universo
- John Wesley Shipp – Professor Zoom/Anti-Flash
- J.K. Simmons – Guardiani dell'Universo, Evil Star, Kyle "Ace" Morgan
- Cree Summer – Vixen
- Jeffrey Tambor – Crazy Quilt
- Tony Todd – Astaroth
- Alan Tudyk – Flash (Barry Allen)
- Michael T. Weiss – Adam Strange
- Adam West – Thomas Wayne (in "Chill of the Night!"), Proto-Bot
- Wil Wheaton – Blue Beetle (Ted Kord)[13]
- Michael Jai White – Tattooed Man
- Gary Anthony Williams – Fun Haus, Mongul, Mongal
- Tyler James Williams – Jason Rusch/Firestorm[14]
- Wade Williams – Mantis, Supreme Chairman of Qward
- Thomas F. Wilson – Sportsmaster, Catman
- Henry Winkler – Ambush Bug
- Peter Woodward – Caesar, Ra's al Ghul
- Michael-Leon Wooley – Kalibak, Darkseid
- "Weird Al" Yankovic – Se stesso, Mr. Star

### Altri personaggi
- Sebastian Bader – Robin (futuro)
- Dee Bradley Baker – Re degli Orologi, Jason Blood/Etrigan the Demon, Felix Faust, Cervello,[5] Chemo,[15] Spaventapasseri, Asso, Oberon, Ramjam, Dove, OMAC, agente GPA, Fisherman, Professor Malachi Zee, Tin, Professor Milo, Animal-Vegetable-Mineral Man, Starro Titan, Haunted Tank, Madniks, Bug-Eyed Bandit, Copperhead, Mister Atom, Misfit, Warren Griffith, Vincent Velcro, Elliot "Lucky" Taylor, John Wilkes Booth, Punchichi, Krypto The Super-Dog and Baby Batman
- Gregg Berger – Capitano della polizia, boss del crimine
- Brian Bloom – Iron, Oxygen, Creeper, Rip Hunter, Captain Atom
- Steven Blum – Heat Wave, Capitan Cold
- Andrea Bowen – Talia al Ghul
- Ian Buchanan – Sherlock Holmes
- Cathy Cavadini – Alanna Strange, Jan, Ruby Ryder, Fiona, Dr. Myrra Rhodes
- Grey DeLisle – Fire, Black Canary (Dinah Laurel Lance), Black Canary (Dinah Drake), Daphne Blake, Robin (Dick Grayson) (versione Bat-Manga), Dala
- John DeVito – Capitan Marvel Jr.
- Sean Donnellan – Elongated Man,[15] Steve Trevor
- Robin Atkin Downes – Mago del Tempo, Kobra, Firefly, Ten-Eyed Man
- Bill Fagerbakke – Ronnie Raymond/Firestorm, Lead, Helium, Riddler Henchman
- Nika Futterman – Lashina, Selina Kyle/Catwoman
- James Garrett – Alfred Pennyworth
- Zachary Gordon[9] – Giovane Bruce Wayne, giovane Aqualad
- Richard Green – General Kreegaar
- Kim Mai Guest – Katana (in "Inside the Outsiders!")
- Nicholas Guest – Question, Martian Manhunter
- Jennifer Hale – Ramona, Poison Ivy (in "Chill of the Night!"), Zatanna, Killer Frost, Ice
- David K. Hill – Negative Man
- Sirena Irwin – Mera, Lois Lane
- Lauri Johnson – Ma Murder
- Mikey Kelley – Kamandi
- Lex Lang – Dottor Polaris, Hourman, Gold, Hydrogen, Alloy, Wildcat (giovane in "The Golden Age of Justice!"), Batman (Dick Grayson)
- Hope Levy – Stargirl, Phantom Lady
- Yuri Lowenthal – Mister Miracle, Prince Tuftan, Bulletman, Ben Tennyson
- Tress MacNeille – Ms. Gatsby
- Jason Marsden – Paco, Speedy,[4] Robin (Dick Grayson) (versione Scooby-Doo)
- Vanessa Marshall – Poison Ivy (in "The Mask of Matches Malone!"), Katrina Moldoff/Batwoman
- Richard McGonagle – Sardath, Professor Carter Nichols, Chief, Perry White, Brainiac
- Scott Menville – Metamorpho
- Jason C. Miller – Doll Man, Black Condor
- Pat Musick – Martha Wayne (in "Dawn of the Deadman!")
- Ryan Ochoa – Speedy (giovane in "Sidekicks Assemble!")
- Peter Onorati – Joe Chill
- Vyvan Pham – Katana (in "Enter the Outsiders!")
- Alexander Polinsky – Slug, G'nort, Jimmy Olsen
- Rachel Quaintance – Carol Ferris
- Enn Reitel – Chancellor Deraegis
- Peter Renaday – Zio Sam, Abraham Lincoln
- Kevin Michael Richardson – Black Manta, B'wana Beast, Despero, Generale Steppenwolf, Blockbuster, Detective Chimp, Monsieur Mallah, Starro, Telle-Teg, Barack Obama, Lex Luthor, Mister Mxyzptlk, Heroes Voiceover
- Bumper Robinson – Fulmine Nero
- Roger Rose – Tom Tyler, Superman, Amazo
- Eliza Schneider – Baroness Paula Von Gunther, Georgette Taylor
- Jeremy Shada – Robin (Dick Grayson) (giovane)
- Zack Shada – Aqualad
- James Sie – Atom (Ryan Choi),[16] Dyna-Mite
- Jane Singer – Jewelee[8]
- Meghan Strange – Harley Quinn
- Preston Strother – Arthur Curry Jr., Kyle
- Tara Strong – Cacciatrice,[10] Billy Batson, Mary Marvel, Georgia Sivana, Kid Batman, Toddler Batman
- Gary Anthony Sturgis – Bronze Tiger
- Fred Tatasciore – Mutant Master, Arsenal, sergente Rock, Major Force
- Hynden Walch – Platinum, Carbon Dioxide
- Frank Welker – Scooby-Doo, Fred Jones, Pingu, Batboy, Batman (Bruce Wayne) (versione Scooby-Doo)
- Billy West – Skeets, Professor Farnsworth
- Mae Whitman – Batgirl
- Tyrel Jackson Williams – Chris
- Crawford Wilson – Robin/Nightwing (Dick Grayson)
- Marc Worden – Kanjar Ro, Matthew Shrieve
- Tatyana Yassukovich – Morgana le Fay
- Keone Young – Agente GPA

## Produzione

### Sviluppo
Lo spettacolo non ha una storia generale, ma la maggior parte degli episodi è indipendente. Lo spettacolo è più leggero rispetto alle precedente serie di Batman, e porta una versione del Cavaliere Oscuro con uno spirito sarcastico e ironico. La serie TV presenta vari riferimenti a diverse versioni di Batman nei media, tra cui la serie Batman degli anni '60. Mentre il tono è più leggero, la serie ha toccato il tema della morte con esempi come la retrocessione dell'omicidio di Thomas Wayne e Martha Wayne per mano di Joe Chill, la morte del Silver Beetle Blue Silver, l'assassinio di Boston Brand, la morte del primo Black Canary, l'esecuzione di "Gentleman" Jim Craddock, e il sacrificio e la morte di B'wana Beast e Doom Patrol. Il tema del tono della serie è stato affrontato nell'episodio "Legends of the Dark Mite!", quando Bat-Mito rompe la quarta parete e chiarisce sul fatto che "nella storia di Batman ci sono numerose interpretazioni, mentre questa è più leggera ma non meno valida e fedele alle origini del personaggio."
I creatori della serie hanno scelto di far comparire anche personaggi "meno conosciuti" e, in molti casi, si tratta degli stessi che sono stati ripetutamente associati a Batman nella serie a fumetti degli anni '70 Brave and the Bold, come Freccia Verde, Wildcat, Plastic Man e persino il Joker. Il design dei personaggi riprende quello della controparte cartacea della Golden Age e Silver Age. Nonostante la serie presenti eroi importanti come Lanterna Verde e Flash, si concentra maggiormente sugli individui meno noti che fanno da spalla agli eroi, come Guy Gardner e Jay Garrick, piuttosto che i più popolari e più conosciuti Hal Jordan o Barry Allen, fin quando Barry non appare nell'episodio della seconda stagione "Requiem for a Scarlet Speedster!" (anche se questo episodio è incentrato su Kid Flash e Jay Garrick) mentre Hal compare nell'episodio della prima stagione "The Eyes of Despero!" così come nell'episodio della terza stagione "The Scorn of Star Sapphire". Nell'episodio "Bat-Mite Presents: Batman's Strangest Cases!", Batman ha anche collaborato con Scooby-Doo e la Mystery, Inc. per sconfiggere il Joker e il Pinguino in una rivisitazione dei crossover Speciale Scooby.
Inoltre, l'alter ego di Batman, il miliardario playboy Bruce Wayne, non appare come un adulto durante la serie in situazioni in cui Batman viene smascherato. La sua faccia è stata nascosta fino all'episodio della seconda stagione "Chill of the Night!" quando Batman finalmente affronta Joe Chill. Da questo episodio in poi, ogni volta che appare Bruce Wayne, la sua faccia non è più una sagoma (come in "The Knights of Tomorrow").
È stato annunciato al San Diego Comic Con 2010 che Batman: The Brave and the Bold sarebbe finito dopo la terza stagione, che aveva 13 episodi. La produzione iniziò a lavorare ad una nuova serie animata di Batman (Beware the Batman), destinata a restituire al personaggio un tono più serio.

## Colonna sonora
Il 28 gennaio 2014, La La Land Records ha pubblicato una raccolta in due dischi sulla colonna sonora della serie, con le partiture musicali per 12 episodi della prima e della seconda stagione (inclusi quelli di "Legends of the Dark Mite!", "The Mask di Matches Malone! "e" Chill of the Night! "). È una versione in edizione limitata di 2000 unità e può essere acquistata sul sito Web di La La Land Records.
Una colonna sonora che copre esclusivamente le canzoni dell'episodio musicale "Mayhem of the Music Meister!" è stata pubblicata il 24 ottobre 2009.

## Distribuzione

### Edizione italiana
Il doppiaggio italiano è eseguito dalla Merak Film, che si è occupata anche delle serie Batman, Justice League, Justice League Unlimited e The Batman. Questo ha fatto sì che molti dei doppiatori di tali serie tornassero nei loro ruoli.
| Personaggio                                  | Doppiatore                                           |
| -------------------------------------------- | ---------------------------------------------------- |
| Batman                                       | Marco Balzarotti                                     |
| Freccia Verde                                | Gianluca Iacono e Claudio Moneta (dalla 2ª stagione) |
| Joker                                        | Riccardo Peroni                                      |
| Superman                                     | Patrizio Prata                                       |
| Blue Beetle                                  | Federico Zanandrea                                   |
| Booster Gold                                 | Paolo De Santis                                      |
| Plastic Man                                  | Massimo Di Benedetto                                 |
| Wildcat                                      | Massimiliano Lotti                                   |
| Black Lightning                              | Gianmarco Ceconi                                     |
| Capitan Marvel                               | Simone Lupinacci                                     |
| Jason Blood: Etrigan                         | Riccardo Rovatti                                     |
| Flash                                        | Simone D'Andrea                                      |
| Kamandi - Aqualad - Atom                     | Renato Novara                                        |
| Dick Grayson Nightwing - Robin - Batman II   | Davide Garbolino                                     |
| Speedy - La Bestia (2ª voce)                 | Diego Sabre                                          |
| Bat-Mite - Damian Wayne - Robin - Batman III | Stefano Pozzi                                        |

### Edizioni home video
La serie non è stata inizialmente pubblicata su DVD in formati stagionali, come le precedenti serie di Batman. Una prima serie di volumi di DVD, contenenti ciascuno 4-5 episodi, è stata pubblicata per la prima volta. Una raccolta di due dischi dei primi 13 episodi, "Stagione 1 - parte 1", è stata pubblicata il 17 agosto 2010. La "Stagione 1 - parte 2" è stata pubblicata il 15 marzo 2011, rendendo la prima stagione disponibile sia come volumi separati che come set di due parti. Per quel che concerne la seconda stagione, la prima parte fu messa in vendita il 16 agosto 2011. Conteneva 12 episodi escluso "L'assedio di Starro!". Warner Home video ha confermato che la "Stagione 2 -
parte 2" sarà pubblicata il 20 marzo 2012, contenente 14 episodi, tra cui "L'assedio di Starro" in due parti e l'episodio della terza stagione "Battaglia dei supereroi". L'ultima versione, Season 3, Complete, era il 19 giugno 2012. Il DVD contiene anche l'episodio della seconda stagione "The Mask of Matches Malone" come episodio bonus. Un set Blu-ray per la prima stagione è stato pubblicato in produzione su richiesta il 5 novembre 2013 tramite l'archivio Warner. Il secondo set in Blu-ray della seconda stagione è uscito invece il 9 settembre 2014. Un cofanetto DVD della prima stagione è stato distribuito ufficialmente il 20 maggio 2014, seguito da un cofanetto DVD della seconda stagione il 7 aprile 2015.

## Altri media

### Fumetti
DC Comics ha pubblicato, a partire da gennaio 2009 una serie a fumetti mensile basata sul cartone animato, sempre intitolata Batman: The Brave and the Bold. Il fumetto segue lo stesso format dello spettacolo, iniziando con un breve teaser all'inizio della storia che vede Batman collaborare con un eroe aggiuntivo per una breve avventura non correlata al resto del numero. Diversi autori hanno contribuito alla serie di fumetti, tra cui Matt Wayne, J. Torres e Landry Walker.
Alcuni dei personaggi DC che compaiono nel fumetto non era ancora comparsi nello show, o non potevano apparire per motivi legali.
Altri eroi come Superman, Wonder Woman, Capitan Marvel Jr. e Mary Marvel hanno fatto apparizioni nel fumetto prima di apparire nello show, mentre altri personaggi, come Power Girl, Kid Eternity, Brother Power e Angel e Ape, sono apparsi nel fumetto senza mai apparire nella serie. Inoltre, le raffigurazioni di diversi personaggi del fumetto (in particolare Katana e Talia al Ghul e la Doom Patrol e Damian Wayne) non coincidono con le loro controparti televisive, poiché il direttore della serie Ben Jones ha dichiarato che non venivano forniti ai disegnatori i fogli di riferimento dei personaggi dai produttori dello spettacolo.
La serie di fumetti Batman: The Brave and the Bold è stata messa in vendita per la prima volta in Regno Unito l'11 marzo 2010, edita da Titan Magazines.
Alla fine del 2010, la serie è stata rilanciata come The All-New Batman: The Brave and the Bold, con il nuovo team creativo di Sholly Fisch e Rick Burchett. Per dedicare più pagine alla storia vera, i segmenti di teaser della prima serie sono stati eliminati. Questa nuova versione della serie è durata 16 numeri. L'ultimo numero è una storia a tema di San Valentino con Batman, Batgirl e Bat-Mito.

### Videogiochi
Nel febbraio 2010 è stato annunciato un videogioco, adattamento della serie, pubblicato da Warner Bros. Interactive per Nintendo Wii e DS. Il gioco, sviluppato da WayForward Technologies, è poi stato messo in commercio il 29 settembre 2010 con il titolo Batman: The Brave and the Bold - Il videogioco. Per l'occasione è stato realizzato un mini episodio in cui Batman ha a che fare col suo videogioco.
Il 6 maggio 2010, DCBeyond.com ha lanciato un gioco Unity 3D intitolato Batman: The Brave and the Bold per i fan online gratuitamente.

### Film
Nel gennaio 2018 è stato annunciato un film d'animazione a crossover tra Scooby-Doo e Batman, adattamento della serie, pubblicato da Warner Bros. Interactive con il titolo Scooby-Doo! e Batman - Il caso irrisolto (Scooby-Doo & Batman: The Brave and the Bold).